# Junior handling

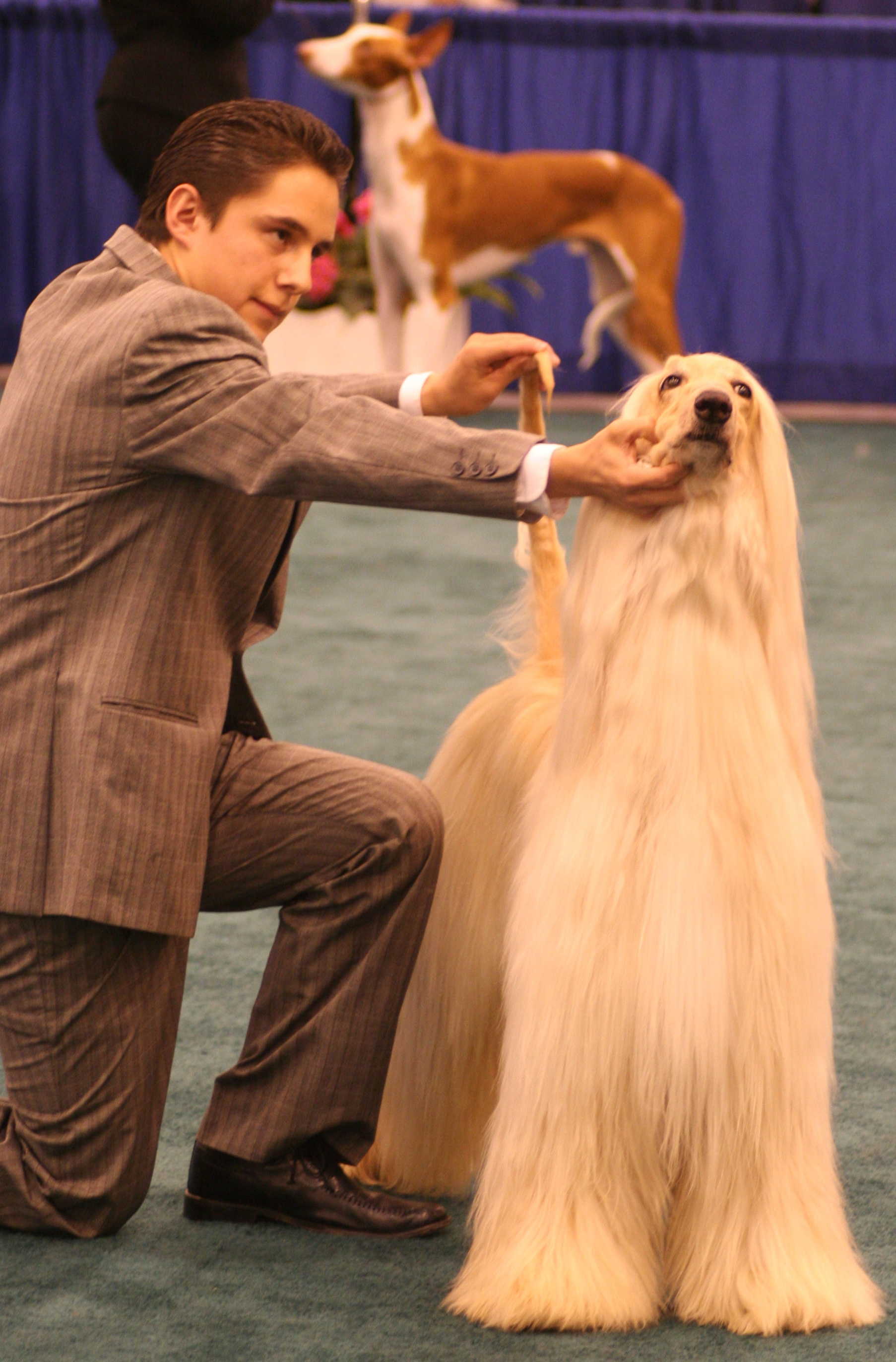
I junior handling tävlar ungdomar i att visa hundar på utställning.

Junior handling är en hundsport för ungdomar mellan 10 och 17 år. Det är en bedömningssport där det som bedöms är förmågan att visa upp hundar på utställning. Det är alltså inte hunden som bedöms, utan handlern som skall klara att visa sin hund från dess bästa sida. Efter flera utslagsrundor utses vinnaren i en final där de tävlande får visa upp främmande hundar av en ras som hållits hemlig innan finalomgången. Den första tävlingen hölls i New York 1932.
I Sverige kan man kvalificera sig till Svenska Mästerskapen som alltid går av stapeln på Stockholms hundmässa i december varje år. Man kvalificerar sig när man kommer 1.a eller 2.a på en internationell utställning kvalar till SM, och ifall 1.an & 2.an redan kvalificerat sig så går kvalet över till 3.an & 4.an.